# Brusnice (potok)
Brusnice (dříve též Bruska) je potok v Břevnově, na Hradčanech a Malé Straně v Praze. Je 4,5 km dlouhý a podstatná část této délky je vedena potrubím. Hluboký zářez údolí Brusnice na jejím dolním toku vytvořil prudké severní svahy ostrožny, na které byl založen Pražský hrad.

## Průběh toku
Potok má tři hlavní prameny a všechny se nacházejí v těsné blízkosti budov Břevnovského kláštera. První z nich zvaný Vojtěška pramení v zahradě kláštera pod stejnojmenným pavilonem. Poté napájí rybník Malá Markéta zvaný také Sádky. Druhý, slabší pramen vyvěrá přibližně v místě bývalého pivovaru, dnes ve stráni pod Patočkovou ulicí, tento nejslabší pramen je od roku 2011 téměř vyschlý. Třetí, poměrně silný pramen se nachází u východního předpolí kláštera. Druhý a třetí pramen napájejí rybník Velkou Markétu zvaný též Pivovarský rybník. Nedaleko pod hrázemi obou rybníků se obě větve potoka stékají. 
Pak protéká dlouhý úsek, do roku 2018 převážně kanalizací, a napájí postupně čtyři rybníčky v oblasti břevnovských usedlostí Kajetánka, Petynka, Šlajferka a Malovanka. Rybníčky nesou jména Kajetánka, Vincentinum, Šlajferka a Kuklík. Část potrubí podél Patočkovy ulice byla v roce 2018 přeměněna na otevřené koryto. Další část zatrubněného toku probíhá pod mimoúrovňovou křižovatkou Malovanka a ulicí Patočkovou, na povrchu se objevuje v Parku Maxe van der Stoela u X. bašty Mariánských hradeb, kde společně s podzemní vodou z tunelu Blanka napájí rybník Šance.
Dále tok pokračuje potrubím pod Novým Světem a odkrývá se v celé délce v Jelením příkopu v sousedství Pražského hradu, kde protéká pod Prašným mostem pěším tunelem od architekta Josefa Pleskota. Před obloukem Chotkovy silnice se Brusnice opět noří pod zem a ústí do Vltavy na 53,5 km zleva kanalizací poblíž Klárova, v sousedství Občanské plovárny.

## Vodní režim
Průtok je malý, do 1 l/s, při měření v roce 1999 dosáhl 0,2 l/s. Kvalita vody se pravidelně nesleduje.

## Odvozená pojmenování
Podle Brusnice (Brusky) je pojmenováno několik dalších objektů: Bruská brána (též Písecká), ulice Pod Bruskou (tzv. Myší díra, předchůdce Chotkovy silnice), a také tramvajová zastávka Brusnice a ulice U Brusnice (spojující východní konce ulic Na Ořechovce a Nový Svět).

## Legendy
Na místě studánky Vojtěšky se podle legendy setkali roku 993 sv. Vojtěch s Boleslavem II. a založili Břevnovský klášter.
Podle Kosmovy kroniky věštila Libuše vznik pražského hradu na místě, jež je ze severní strany chráněno hlubokým údolím brusnického potoka. Alois Jirásek nechal ve Starých pověstech českých kněžnu Libuši umístit budoucí město Prahu právě na soutok Vltavy a Brusnice.

## Mlýny
Mlýny jsou seřazeny po směru toku potoka.
- Mlýn na Novém Světě – Hradčany, Černínská, zanikl
- Mlýn v Jelením příkopu – Hradčany, Chotkova silnice, zanikl

## Galerie

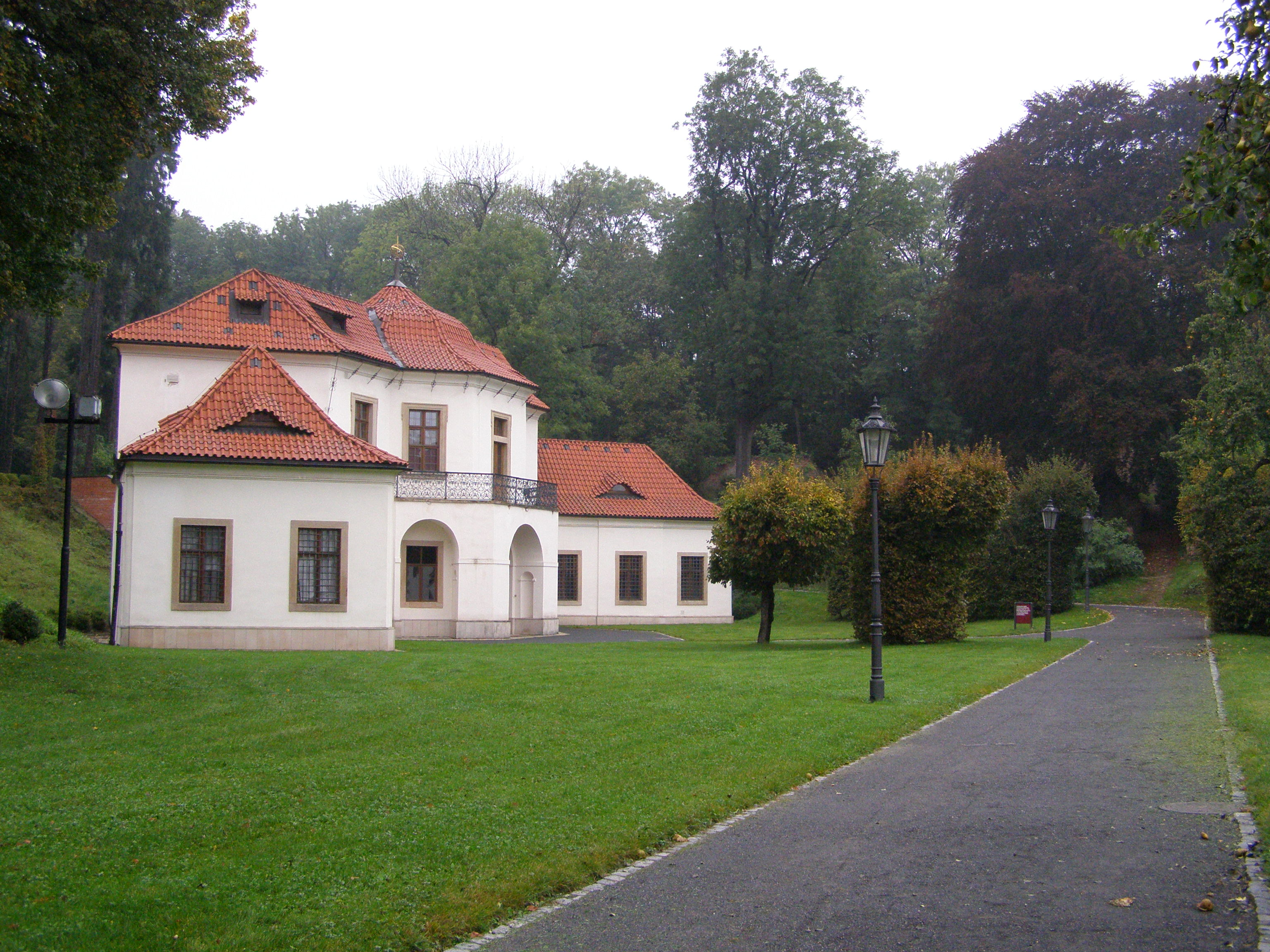
Pavilon Vojtěška v zahradě Břevnovského kláštera
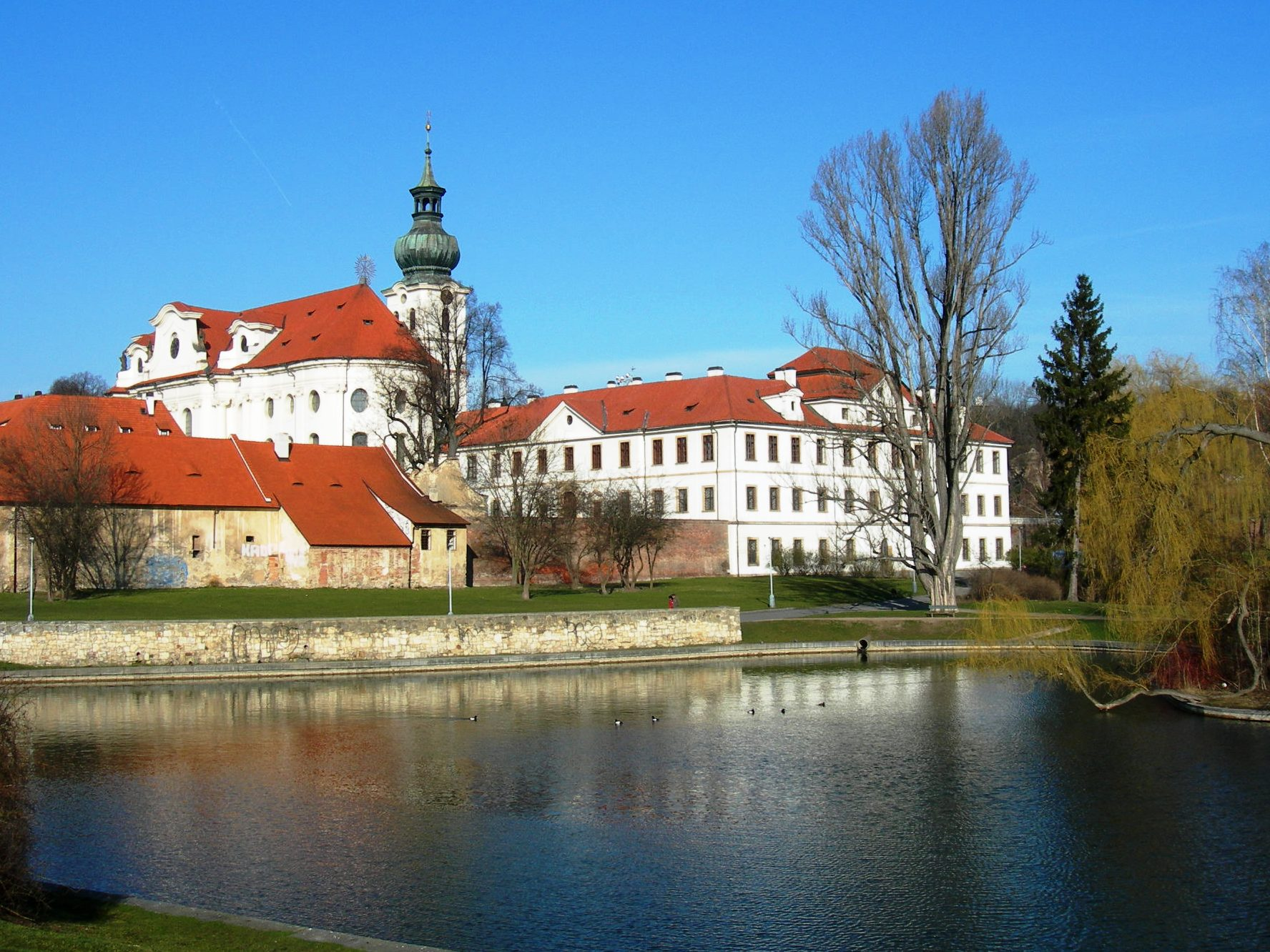
Rybník Velká Markéta a klášter
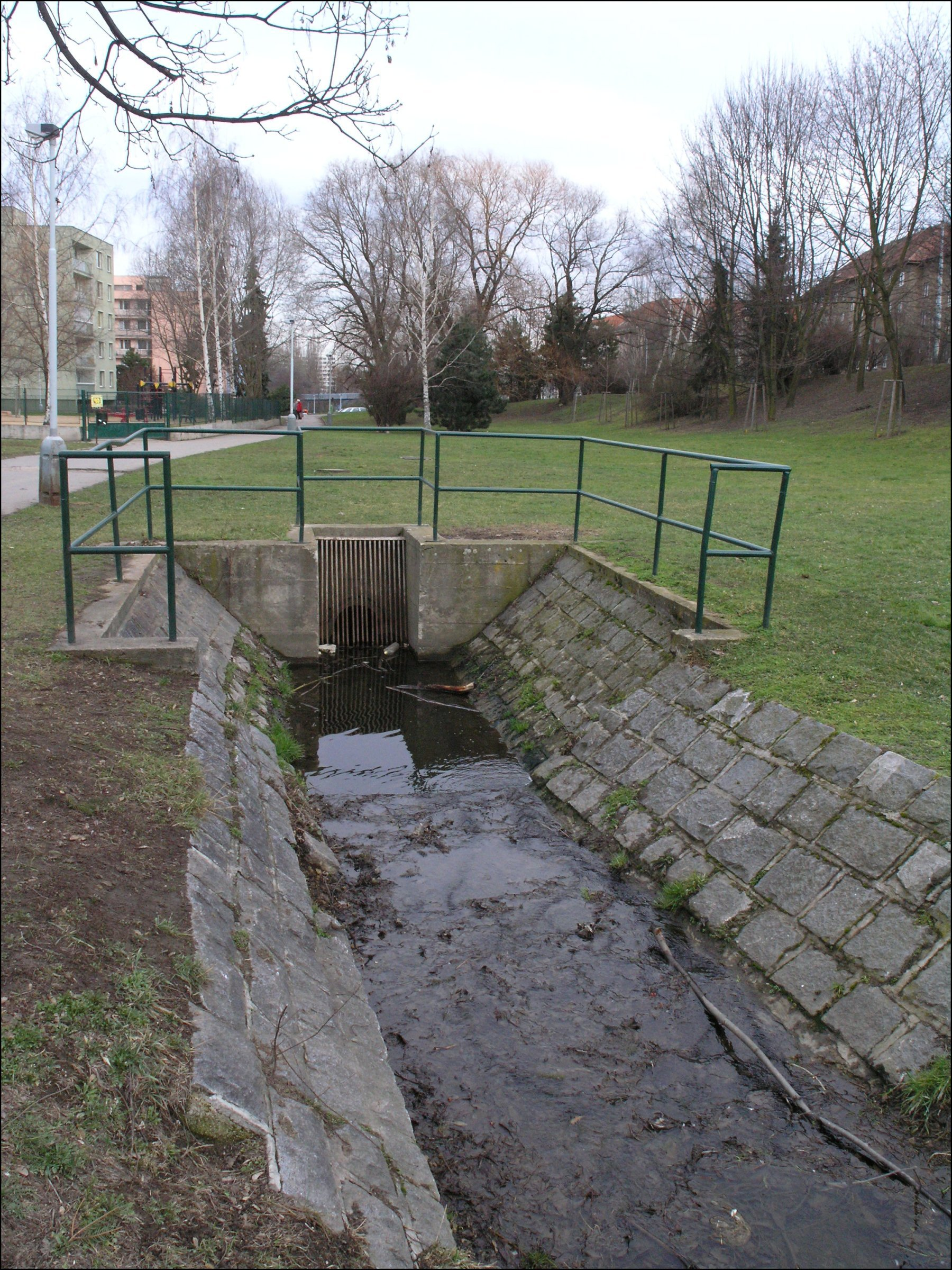
Ústí do kanalizace pod rybníkem, odstraněné při revitalizaci roku 2018
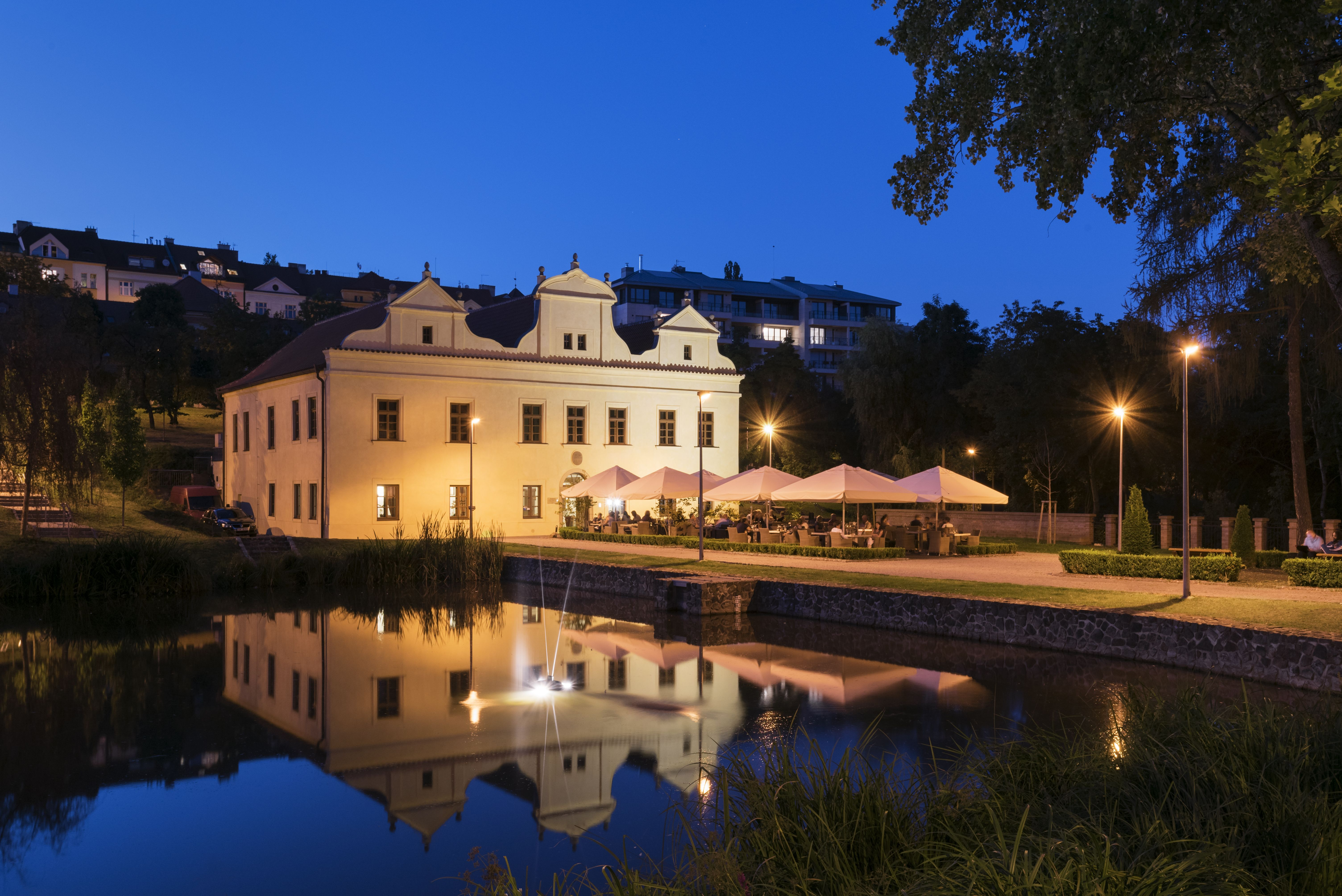
Rybník u Kajetánky
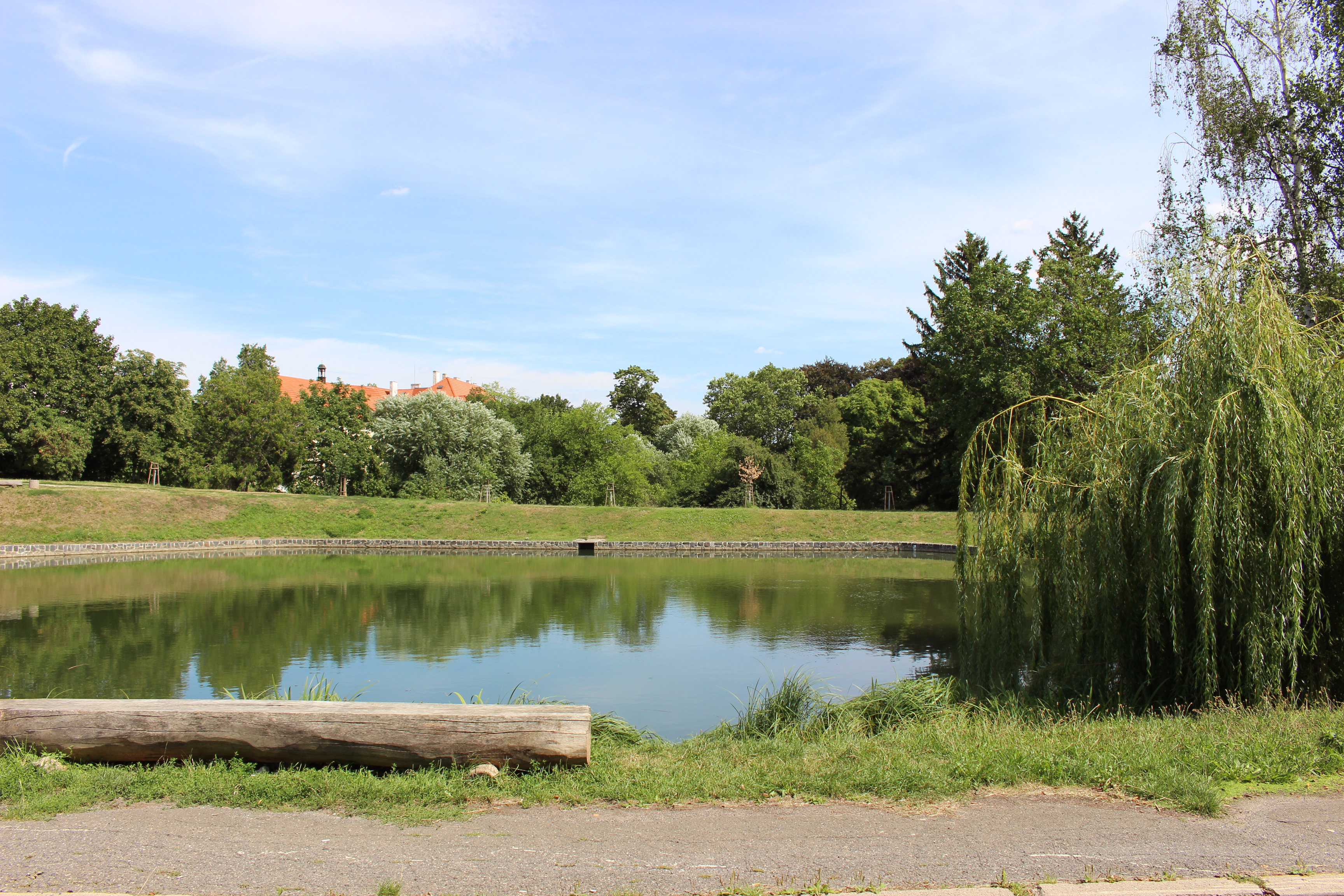
Rybník Vincentinum
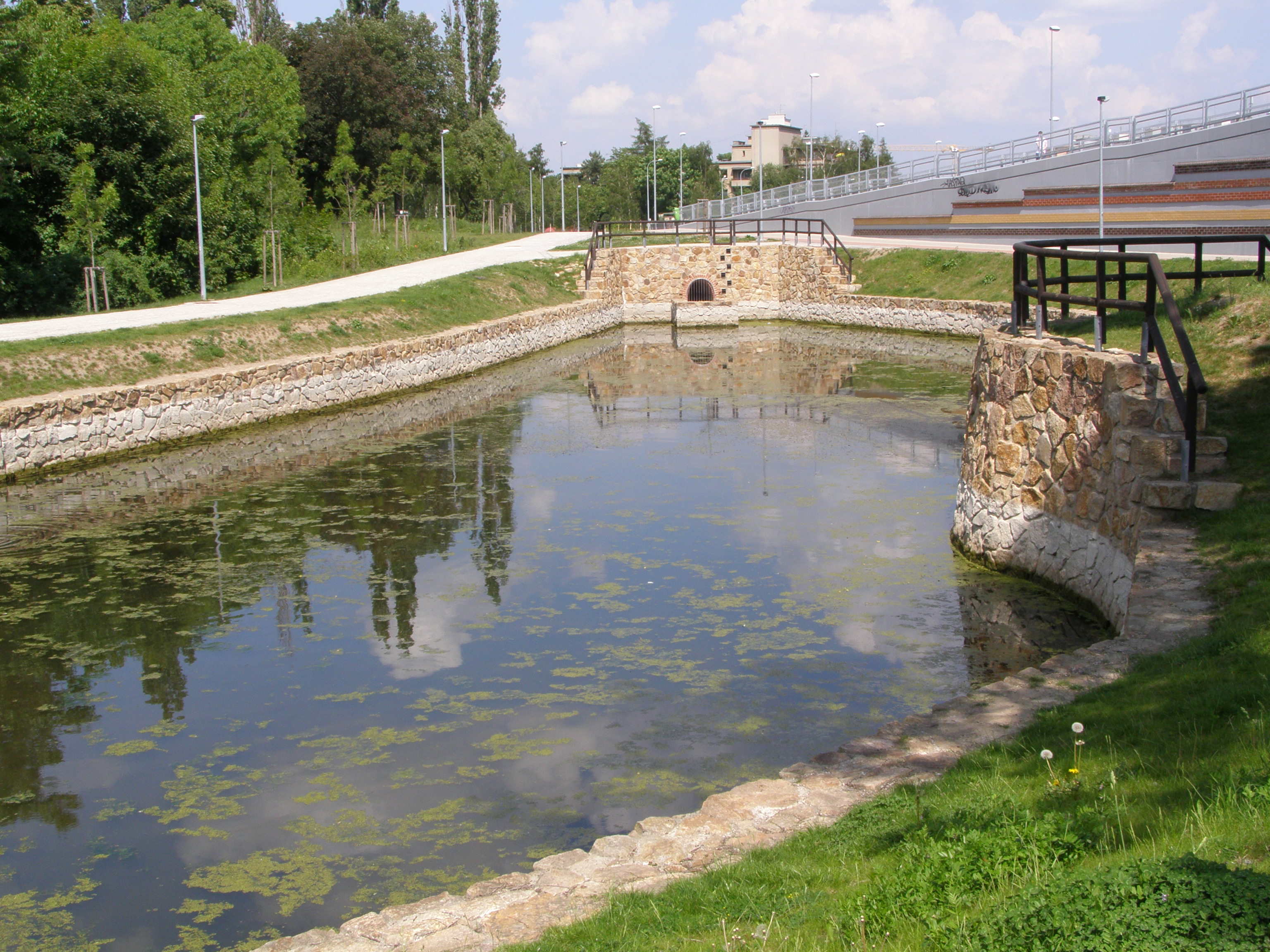
Rybník Kuklík u Malovanky
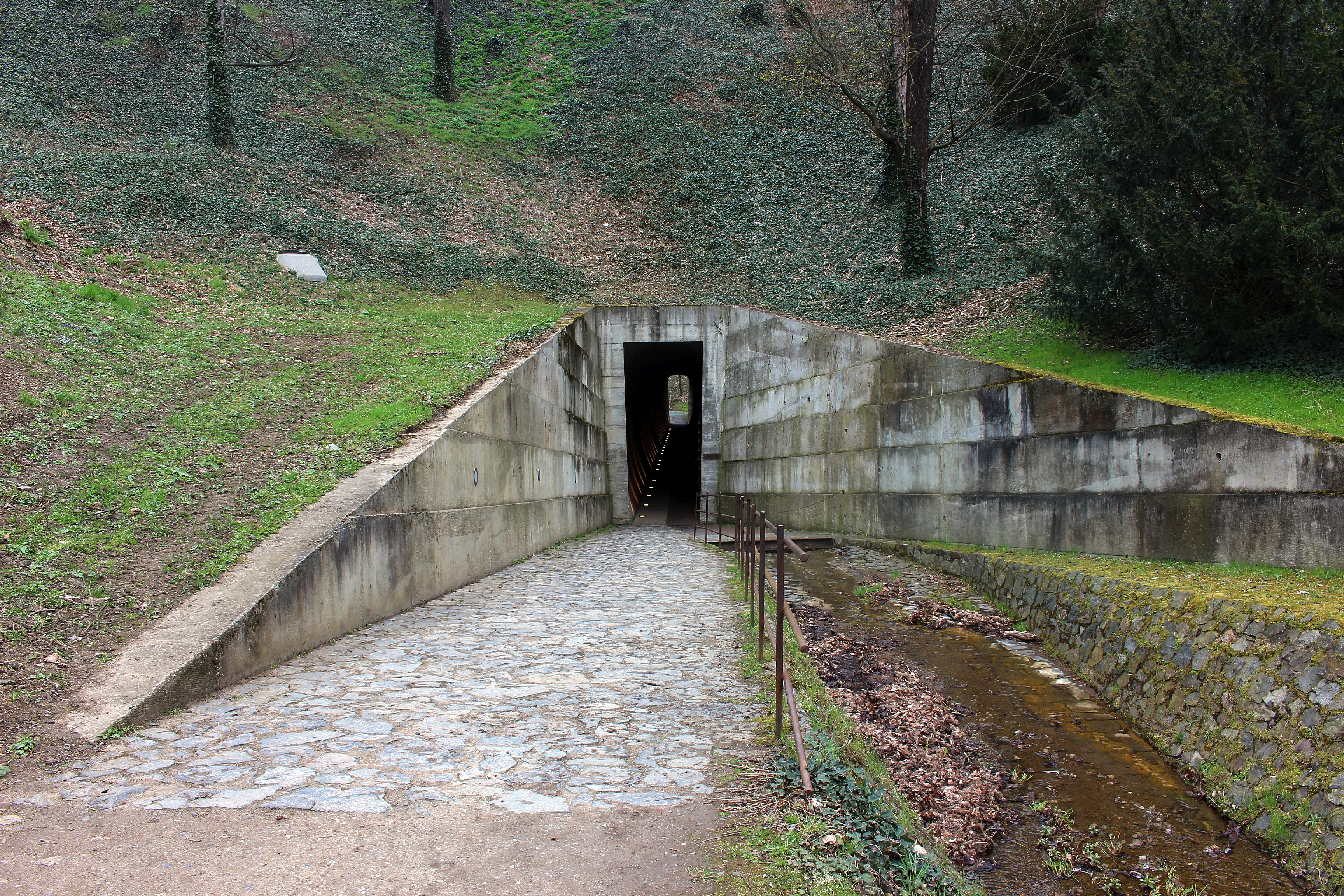
Tunel pod Prašným mostem
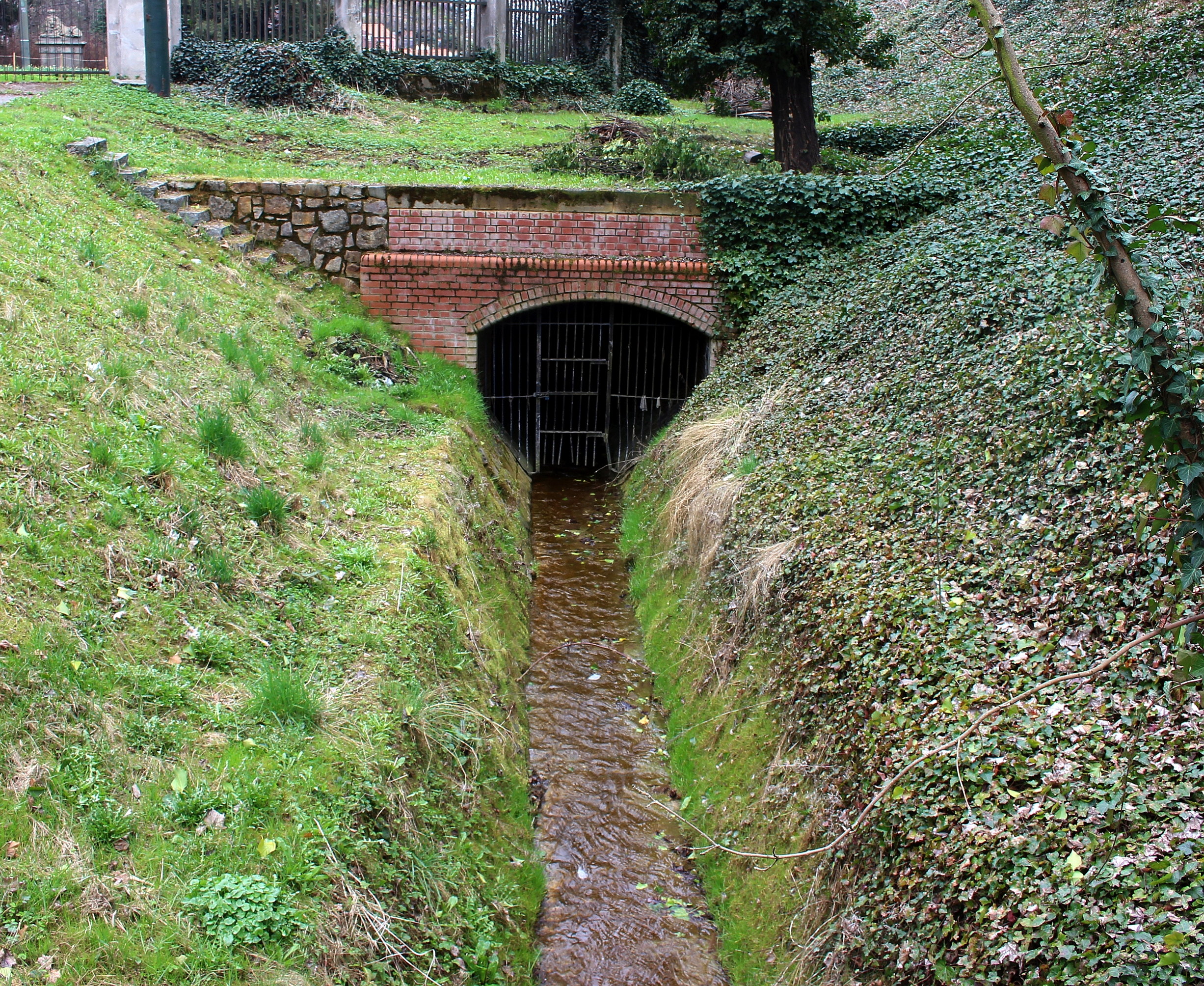
Ústí do kanalizace v Jelením příkopu